# Every Day I Have the Blues (альбом)
Every Day I Have The Blues — студійний альбом американського блюзового музиканта Ті-Боун Вокера, випущений лейблом BluesTime Records у 1970 році. Записаний 18 серпня 1969 року в Лос-Анджелесі або Нью-Йорку.

## Про альбом
Сесія звукозапису проходила 18 серпня 1969 року. У записі взяли участь: Ті-Боун Вокер — вокал і гітара, Луї Шелтон — гітара, Пол Гамфрі — ударні, Макс Беннетт — бас, Арті Батлер — фортепіано і орган, Том Скотт — тенор-саксофон.
Альбом складається із 7 композицій, що тривають близько 30 хв. Серед пісень «Every Day I Have the Blues» Мемфіса Сліма, «Shake It Baby» Джона Лі Гукера, «Vietnam», яка була написана продюсером Бобом Тілом, інстурментальні композиції «T-Bone Blues Special» і «For B.B. King», яка заснована на «Lonely Avenue» Рея Чарлза.
Альбом був випущений 1969 року на BluesTime. 2014 року перевевиданий на CD з двома додатковими композиціями «Stormy Monday Blues» та іншою версією «Sail On».
17 жовтня 1969 року Вокер взяв участь у записі альбому Super Black Blues разом з Джо Тернером і Отіса Спенном, однак Every Day I Have The Blues лейбл випустви після нього.

## Список композицій
Сторона «А»
1. «Every Day I Have the Blues» (Пітер Четмен) — 4:19
2. «Vietnam» (Боб Тіл) — 5:02
3. «Shake It Baby» (Джон Лі Гукер) — 3:05
4. «Cold, Cold Feeling» (Джессі Мей Робінсон) — 3:14

Сторона «В»
1. «T-Bone Blues Special» (Ті-Боун Вокер) — 8:50
2. «For B.B. King» (Луї Шелтон) — 3:47
3. «Sail On» (Ті-Боун Вокер) — 3:21

Бонус-треки (перевидання 2014)
1. «Stormy Monday Blues» (Ті-Боун Вокер) — 4:37
2. «Sail On» (Ті-Боун Вокер) — 2:24

## Учасники запису
- Ті-Боун Вокер — гітара, вокал
- Луї Шелтон — гітара
- Пол Гамфрі — ударні
- Макс Беннетт — бас
- Арті Батлер — фортепіано, орган
- Том Скотт — тенор-саксофон

Технічний персонал
- Боб Тіл — продюсер
- Джек Гант — інженер
- Ірв Глейсер — фотографія обкладинки
- Джим Маршалл — фотографії
- Роберт Флінн — дизайн
- Кармен Мур — текст